# Kozarčanka

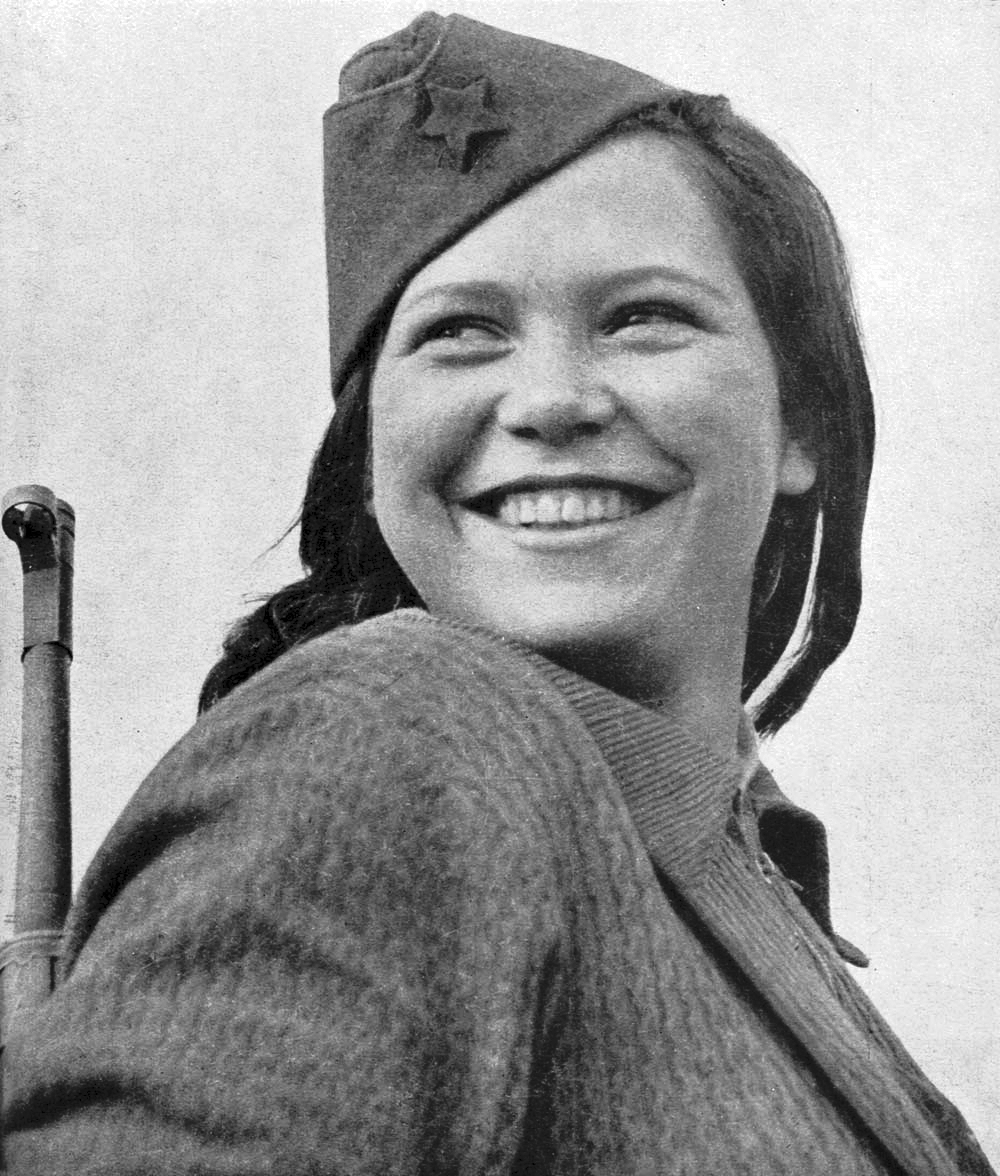
Kozarčanka da Žorž Skrigin. Il soggetto della foto è Milja Marin

Kozarčanka, termine serbo-croato che significa letteralmente "la donna di Kozara", è una famosa fotografia scattata a Milja Marin, un'infermiera partigiana jugoslava, dal fotografo jugoslavo Žorž Skrigin durante l'inverno 1943-1944, nel nord della Bosnia, durante la seconda guerra mondiale. Nella foto, Marin indossa un berretto "titovka" e ha un fucile a tracolla. 
La foto diventerà un simbolo della Repubblica Socialista Federale di Jugoslavia ed è stata riportata in libri di testo scolastici, monografie di guerra e manifesti.

## Contesto
Nell'aprile del 1941, il Regno di Jugoslavia fu invaso, occupato e smembrato dalle Potenze dell'Asse, guidate dalla Germania nazista. Il 10 aprile fu proclamato uno Stato fantoccio fascista noto come Stato Indipendente di Croazia (Nezavisna država Hrvatska o NDH), che comprendeva quasi tutta l'odierna Croazia, tutta l'odierna Bosnia ed Erzegovina e parti dell'odierna Serbia. Guidata dal movimento nazionalista croato degli Ustascia, una delle politiche della NDH fu quella di eliminare la popolazione serba dello Stato con uccisioni di massa, espulsioni e assimilazione forzata.

In risposta all'occupazione nacquero presto movimenti di resistenza, uno dei quali fu organizzato dal Partito Comunista di Jugoslavia. Guidato da Josip Broz Tito, il 4 luglio il Partito decise di lanciare un'insurrezione armata su scala nazionale e i membri delle forze sotto la sua guida divennero noti come Partigiani; furono anche indicati come Esercito di Liberazione Nazionale della Jugoslavia. Nel dicembre 1943 e nel gennaio 1944, l'11ª Brigata Krajina dell'Esercito di liberazione nazionale attaccò i tedeschi e gli ustascia nella zona del Monte Kozara, nella Bosnia settentrionale, per alleviare la pressione dei partigiani a Banija e nella Bosnia orientale, dove l'Asse stava conducendo importanti offensive antipartigiane.

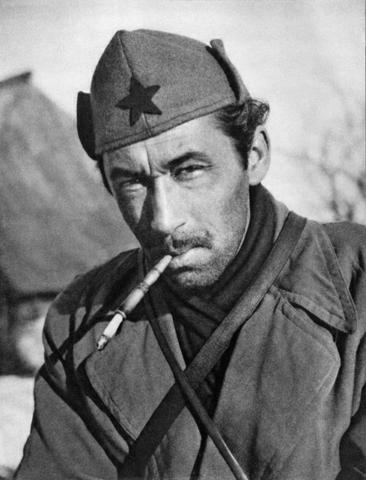
Žorž Skrigin, autoritratto (1943)

## Žorž Skrigin e la fotografia
Durante l'inverno 1943-44, la truppa itinerante del Teatro di Liberazione Nazionale incontrò una colonna di partigiani dell'11ª Brigata Krajina nella regione di Knešpolje, nella zona di Kozara. Il capo della sezione di balletto del teatro era Georgij "Žorž" Skrigin, un ballerino jugoslavo di origine russa. Skrigin era anche un fotografo artistico di fama internazionale e aveva ricevuto prestigiosi riconoscimenti in diverse mostre fotografiche alla fine degli anni Trenta.
Tra il 1942 e il 1945, Skrigin scattò circa 500 fotografie di guerra, alcune delle quali sarebbero diventate leggendarie nella Jugoslavia socialista. Nella colonna era presente anche il comandante dell'11ª Brigata Krajina, al quale Skrigin chiese di fotografare una donna combattente partigiana. Il comandante selezionò cinque giovani infermiere della colonna, tra le quali Skrigin scelse la diciassettenne Milja Toroman. Era una serba bosniaca del villaggio di Brekinja, vicino a Dubica, ai piedi del monte Kozara, e in precedenza era stata detenuta dagli ustascia nel campo di concentramento di Sisak. Skrigin le mise un cardigan, le mise a tracolla un MP 40 tedesco catturato, inclinò il berretto Titovka con la stella rossa al lato della testa, le lisciò i capelli e le disse di sorridere. Poi l'ha fotografata con la sua macchina fotografica Rolleiflex.
Nelle sue fotografie di guerra, Skrigin unì due principi divergenti: il duro realismo, dal punto di vista del contenuto, e il pittorialismo, dal punto di vista della forma. Nel 1968 pubblicò una monografia sulla sua fotografia di guerra, intitolata "Rat i pozornica" (Guerra e palcoscenico), in cui la fotografia di Milja Toroman è intitolata Kozarčanka (Donna di Kozara). La didascalia riporta una leggenda, che non menziona il suo nome: "Da giovane fu catturata durante la prima offensiva nemica. Riuscì a fuggire - anche dalla Germania - e raggiunse Kozara, dove divenne una combattente delle forze di Kozara".

## Vita privata di Milja Marin
Poco dopo la guerra, nel 1946, Milja Toroman sposò Pero Marin, che aveva combattuto con i partigiani fin dall'insurrezione di Kozara alla fine del luglio 1941. La coppia viveva a Prijedor, la città più grande della zona, ed ebbe cinque figli. In un'intervista rilasciata nel 2007, Milja ha spiegato che al momento dello scatto della fotografia non se la sentiva di sorridere a causa delle difficoltà legate alla guerra che lei e la sua famiglia avevano dovuto affrontare. Tuttavia, ha acconsentito alla richiesta di Skrigin e ha fatto un sorriso smagliante. Marin ha anche dichiarato di non aver mai portato una pistola prima della fotografia, né dopo. È morta l'11 novembre 2007, all'età di 81 anni.

## Eredità
Dopo la guerra, che vide la vittoria dell'Esercito di Liberazione Nazionale, Kozarčanka divenne un ritratto di guerra iconico nella Jugoslavia socialista. Fu uno dei simboli della partecipazione di massa delle donne come volontarie alla lotta partigiana.
Kozarčanka era presente nei libri di testo scolastici, nelle monografie di guerra e nei manifesti. L'icona di massa esaltava la bellezza e l'entusiasmo di una rivoluzionaria. Una versione modificata di Kozarčanka (senza fucile) è apparsa sulla copertina di un album del 1986 del gruppo pop jugoslavo "Merlin".